# Viva la FAI
Pour un article plus général, voir Chansons de la guerre civile espagnole.
Viva la FAI est un chant anarchiste espagnol de l'époque de la guerre civile (1936-1939). Il fait référence à la Fédération anarchiste ibérique (FAI), groupe anarchiste, et à la Confédération nationale du travail (CNT) mouvement anarcho-syndicaliste.

## Texte

### Original, en espagnol
Viva la FAI y la CNT,
Luchemos hermanos contra los tiranos y los requetés.
Rojo pendón, negro color,
Luchemos hermanos aunque en la batalla debamos morir.

En los tiempos de Rivera y Torquemada,
Los fascistas nos querían matar,
Aliados con naciones extranjeras
Como Italia, Alemania y Portugal.

Empezaremos con el trono
Y acabaremos con el clero
Que es el animal mas fiero
Al servicio del poder. ¡FAI! ¡FAI!
Viva la FAI y la CNT,
Luchemos hermanos contra los tiranos y los requetés.
Rojo pendón, negro color,
Luchemos hermanos aunque en la batalla debamos morir.

Si los curas y Frailes supieran
La paliza quе van a llevar
Se irian al pueblo gritando:
''¡Libertad! ¡Libertad! ¡Libertad!''

### Traduction en français
Vive la FAI et la CNT,
Nous luttons frères contre les tyrans et les Requetés
Bannière rouge, couleur noire,
Luttons fraternellement, même si nous devons mourir au combat.

Du temps de Rivera et Torquemada,
Les fascistes voulaient nous tuer,
Alliés avec des nations étrangères,
Comme l'Italie, l'Allemagne et le Portugal.

Nous commencerons par le trône,
Nous finirons par le clergé
Qui est l'animal le plus orgueilleux
Au service du pouvoir.
FAI! FAI!
Si les curés et les moines savaient
La raclée qu'ils vont recevoir
Ils iraient au village crier :
"Liberté! Liberté! Liberté!